# Бехрами, Валон
Ва́лон Бехра́ми (алб. Valon Behrami; род. 19 апреля 1985, Титова-Митровица, САК Косово) — швейцарский футболист, игравший на позиции полузащитника. Выступал в национальной сборной Швейцарии.

## Биография
Родился в городе Титова-Митровица, Социалистический автономный край Косово, СР Сербия, СФРЮ. Когда Бехрами было пять лет, его родители потеряли работу, и семья, включавшая его старшую сестру Валентину, переехала в Стабио, деревню в Тичино — италоязычном кантоне Швейцарии.

### Клубная карьера
Его первой командой был швейцарский клуб «Стабио». После нескольких лет проведённых в Швейцарии, он был совместно подписан итальянскими клубами «Дженоа» и «Удинезе» в 2003 году. Через год «Дженоа» выкупила у «Удинезе» оставшуюся часть прав на игрока и отдала его в аренду «Вероне». После хорошего сезона в «Вероне», летом 2005 года он был продан в «Лацио». В январе было много слухов по поводу будущего Бехрами, но президент клуба Клаудио Лотито заявил, что продаст игрока только за 12 млн евро, но Бехрами так и не покинул «Лацио» и продолжал играть роль одного из ключевых игроков клуба.
23 июля 2008 года Валон подписал пятилетний контракт с английским клубом «Вест Хэм Юнайтед». 26 января 2011 года игрок подписал контракт с итальянским клубом «Фиорентина».
11 июля 2015 года перешёл в «Уотфорд».

### Карьера в сборной
За сборную Швейцарии он начал играть ещё на молодёжном уровне, а в 2005 году вошёл в основную команду. На чемпионате мира 2006 из-за травмы паха он пропустил два матча в групповом этапе. В третьем матче Бехрами вышел на поле лишь на 88 минуте. В 1/8 финала он также не принимал участия, а его команда проиграла украинцам.

## Личная жизнь
В июле 2018 года женился на швейцарской горнолыжнице Ларе Гут.

## Достижения
- Почётный посол Косово[англ.] (2014)

«Наполи»
- Обладатель Кубка Италии: 2013/14